# Маленівка
Маленівка (Маленівці) — колишнє село в Україні. Розташоване в Овруцькому районі Житомирської області.
Підпорядковувалось Переїздівській сільській раді. Виселено через радіоактивне забруднення внаслідок аварії на ЧАЕС. Населення в 1981 році — 60 осіб. Зняте з обліку 15 квітня 1995 року Житомирською обласною радою.